# Танагра-сикіт білокрила
Тана́гра-си́кіт білокрила (Lanio versicolor) — вид горобцеподібних птахів родини саякових (Thraupidae). Мешкає в Амазонії.

## Опис

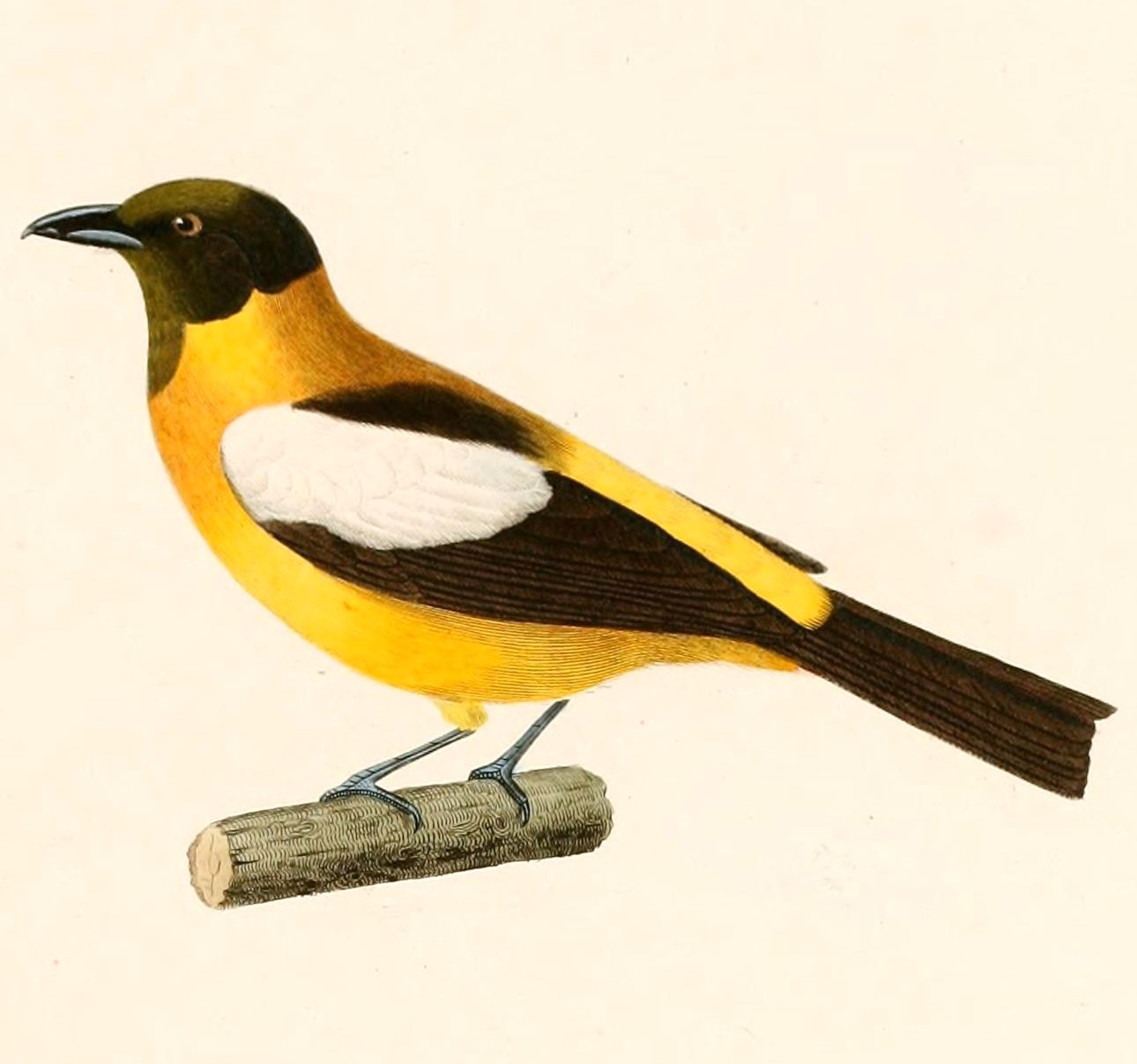
Білокрила танагра-сикіт

Довжина птаха становить 16 см. У самців голова чорнувата, лоб і горло оливкові, спина і надхвістя поцятковані охристими плямами. Крила чорні, на крилах контрасті білі плями. Нижня частина тіла охристо-жовта. Самиці мають більш рівномірне забарвлення, верхня частина тіла у них переважно охристо-коричнева, нижня частина тіла охристо-жовта, середина живота більш жовтувата. Дзьоб великий, на кінці гачкуватий, схожий на дзьоб сорокопуда.

## Підвиди
Виділяють два підвиди:
- L. v. versicolor (d'Orbigny & Lafresnaye, 1837) — схід Перу (на південь від Мараньйона), захід Бразилії (на схід до Тапажоса) і північ Болівії;
- L. v. parvus Berlepsch, 1912 — схід центральної Бразилії (на південь від Амазонки, від Тапажоса на схід до Токантінса, на південь до Мату-Гросу) і крайній північний схід Болівії.

## Поширення і екологія
Білокрилі танагри-сикіти мешкають в Перу, Болівії і Бразилії. Вони живуть в середньому і верхньому ярусах вологих тропічних лісів та на узліссях. Зустрічаються парами або невеликими зграйками, на висоті до 1200 м над рівнем моря. Часто приєднуються до змішаних зграй птахів, в яких виконують роль спостерігачів, часто підіймають тривогу. Живляться комахами і плодами. Гніздо чашоподібне, робиться з переплетених рослинних волокон.